# Skrilje
Skrilje este o localitate din comuna Ajdovščina, Slovenia, cu o populație de 257 de locuitori.